# 1986 Plaut
Az 1986 Plaut (ideiglenes jelöléssel 1935 SV1) a Naprendszer kisbolygóövében található aszteroida. Hendrik van Gent fedezte fel 1935. szeptember 28-án.